# Simon Tong
Simon Tong (Wigan, Lancashire, 9 de julio de 1972) es un guitarrista, tecladista y productor inglés.
Fue miembro de The Verve entre 1996 y 1999, después colaboró con Blur y actualmente colabora con Gorillaz y The Good, the Bad and the Queen. Se ubica en la posición número 40 de los mejores guitarristas de los últimos 30 años según la BBC.

## Biografía

### The Verve; 1996–1999
De 1996 a 1999, Simon fue el guitarrista y tecladista de The Verve. Él fue contratado para reemplazar al guitarrista Nick McCabe, después de la separación de la banda, se quedó con ellos cuando McCabe regresó. Su tercer álbum salió en 1997 el aclamado Urban Hymns, con grandes éxitos como The Drugs Don't Work, Bittersweet Symphony y Sonnet. The Verve se separó en 1999 y posteriormente reformada en 2007, esta vez sin Simón. Para 2009 se había disuelto de nuevo.

### Blur / Gorillaz / The Good, the Bad and the Queen; 2002–Presente
Después de la salida de Graham Coxon de Blur en 2002, Simon Tong tomo su puesto en los conciertos del tour Think Tank, continuó la relación formada con el líder Damon Albarn.
En 2005 contribuyó en la guitarra para Gorillaz en el álbum Demon Days. En noviembre de 2005 toco con Gorillaz en el  Manchester Opera House, junto con Simon Jones otro exmiembro de The Verve. 
En julio de 2006, se informó de que Simon Tong volvería a trabajar con Damon Albarn. NME informó que Albarn tenía planes de antemano para grabar un álbum con un nuevo grupo sin nombre después llamado The Good, the Bad and the Queen integrado por Simon Tong, Damon Albarn, el exbajista de The Clash Paul Simonon y el baterista de África 70 Tony Allen. 
La banda lanzó su primer álbum The Good, the Bad and the Queen, el 23 de enero de 2007, con el sencillo "Herculean" en octubre de 2006. El álbum ha tenido críticas muy buenas y un segundo sencillo, "Kingdom of Doom", que fue lanzado en enero de 2007 como parte de su gira pan European tour. Mientras que The Verve se reunieron en 2007, Tong se quedó con The Good, the Bad and the Queen (no se sabe si fue invitado a regresar a The Verve).
Simon Tong también contribuyó como Guitarrista en el álbum Plastic Beach de Gorillaz en 2010. Estuvo ausente en las primeras presentaciones de la banda, pero se unió a ellos durante Escape to Plastic Beach World Tour.

### Vida privada
Simon Tong está casado, su esposa se llama Matty y tiene dos hijas con ella.

## Discografía

### Discos
- Urban Hymns (1997)
- Demon Days (2005)
- The Good, the Bad and the Queen (2007)
- Plastic Beach (2010)
- Dr Dee (2012) (Segunda Guitarra)
- Everyday Robots (2014) (Segunda Guitarra)